# مارك شتاين
مارك شتاين (بالألمانية: Marc Stein)‏ (مواليد 7 يوليو 1985 في بوتسدام - ألمانيا الشرقية) لاعب كرة قدم ألماني يلعب حالياً لصالح نادي الدرجة الدرجة الثانية إنيرجي كوتبوس الألماني منذ 2016 في مركز الجناح كما يجيد اللعب في مركز الظهير.

## روابط خارجية
- مارك شتاين على موقع قاعدة بيانات كرة القدم.إي يو (الإنجليزية)
- مارك شتاين على موقع بيانات كرة القدم. دي إي (الألمانية)
- مارك شتاين على موقع Soccerway.com (الإنجليزية)
- مارك شتاين على موقع عالم كرة القدم.نت (الإنجليزية)